# Bundesstraße 34
Die Bundesstraße 34 (Abkürzung: B 34) ist eine Bundesstraße in Deutschland. Sie führt von Basel in der Schweiz nach Bodman-Ludwigshafen am Bodensee. Sie ist insgesamt 110 Kilometer lang.
Die B 34 beginnt am deutsch-schweizerischen Grenzübergang „Hörnle“ in Grenzach-Wyhlen und führt entlang des Hochrheins über Rheinfelden (Baden), Bad Säckingen und Waldshut zunächst bis nach Erzingen. Durch die Unterbrechung auf Schweizer Staatsgebiet verläuft die Trasse beginnend am Grenzübergang Erzingen/Trasadingen als Hauptstrasse 13 weiter nach Schaffhausen und anschließend als Schweizer Autobahn 4 und Hauptstrasse 15 bis zum Grenzübergang Thayngen/Bietingen. Nach erneuter Querung der Staatsgrenze führt die B 34 wieder als deutsche Bundesstraße weiter über Gottmadingen, Singen (Hohentwiel) und Radolfzell am Bodensee nach Bodman-Ludwigshafen. Dort mündet sie in die Bundesstraße 31 ein.
Zwischen Rheinfelden (Baden) und dem Grenzübergang Erzingen/Trasadingen sowie zwischen dem Grenzübergang Thayngen/Bietingen und der Anschlussstelle Gottmadingen der Bundesautobahn 81 ist sie ein Teilstück der Europastraße E 54 von Paris nach München.

## Geschichte

### Ursprung
In der frühen Neuzeit wurde die Fernstraße von Basel nach Konstanz als Königsstraße bezeichnet. Um 1767 wurde sie zu einer Chaussee ausgebaut, und neue Brücken über die Steina, die Wutach und die Schlücht wurden errichtet. Ab 1780 verkehrte zwischen Basel und Konstanz zweimal wöchentlich eine Postkutsche.

### Frühere Strecken und Bezeichnungen
Ab 1901 wurde die Landstraße von Basel nach Schaffhausen als Badische Staatsstraße Nr. 48 und deren Fortsetzung von Schaffhausen über Singen (Hohentwiel), Stockach und Meßkirch nach Ulm als Badische Staatsstraße Nr. 62 bezeichnet.
Der Streckenabschnitt von Basel bis Singen wurde ab 1932 als Fernverkehrsstraße 34 (FVS 34) bezeichnet und 1934 in Reichsstraße 34 (R 34) umbenannt. In Singen (Hohentwiel) traf diese auf die Trasse der heutigen Bundesstraße 33, die damals bis nach Ludwigshafen am Bodensee führte.
Während des Zweiten Weltkriegs war die R 34 im Westen in das ab 1940 unter Zivilverwaltung des Deutschen Reichs stehende Oberelsass verlängert und verlief dort von Belfort kommend über Chavannes-sur-l’Étang (deutsch Schaffnat am Weiher) und Altkirch, wo sie die damalige Reichsstraße 396 kreuzte, bis nach Saint-Louis (Haut-Rhin) (deutsch Sankt Ludwig) am Oberrhein nördlich von Basel.

### Ersetzungen
Eine Teilstrecke zwischen Bad Säckingen und Albbruck wurde durch die dort als Kraftfahrstraße klassifizierte Bundesautobahn 98 ersetzt.
Eine weitere Teilstrecke bei Radolfzell am Bodensee wurde durch die Bundesstraße 33 ersetzt.

## Anmerkung
1. ↑  Abschnitt Singen/Steißlingen–Radolfzell als Teil der B 33 vierstreifig, autobahnähnlich